# Baf Ülkü Yurdu SK
El Baf Ülkü Yurdu SK es un equipo de fútbol de Chipre del Norte que juega en la Liga Birinci, la primera división de fútbol en el país.

## Historia
Fue fundado el 23 de abril de 1947 en la ciudad de Pafos como un club multideportivo a petición de las autoridades británicas en Chipre y Derviş Ahmet Raşit fue nombrado su primer presidente.
El club no se registró ante la Primera División de Chipre debido al conflicto que hay entre los bandos turco y griego en Chipre, aunque cuando nació la Federación turca de fútbol de Chipre en 1955, el club fue invitado a formar parte de la Liga Birinci como un representante de la ciudad de Baf y pasó a ser uno de los equipos fundadores de la liga.
Desde entonces el equipo se convirtió en el club multideportivo más exitoso de Chipre del Norte, contabilizando 4 ligas locales y 5 copas.

## Palmarés
- Birinci Lig: 4

1987, 1988, 1989, 1990
- Cumhurbaşkanlığı Kupası: 3

1987, 1988, 1989
- Dr. Fazıl Küçük Kupası: 2

1989, 1991
- Spor Bakanligi Kupasi: 1

1999